# Aleksandra Leśnodorska
Aleksandra Leśnodorska z domu Gruszczyńska (ur. 13 lutego 1906 w Jaśle, zm. 14 stycznia 1986) – polska bibliotekarka i nauczycielka, pracownik  Biblioteki Polskiej Akademii Nauk w Krakowie.

## Życiorys
Pochodziła z rodziny robotniczej, była córką maszynisty kolejowego. Uczęszczała do I Gimnazjum Państwowego im. Emilii Plater w Krakowie; w 1924 złożyła egzamin dojrzałości, a rok potem w Krakowie zdała również egzamin z zakresu seminarium nauczycielskiego, co pozwoliło jej podjąć w październiku 1925 pracę nauczycielską w szkole powszechnej w Porąbce. Była tam zatrudniona do maja 1930. Zamieszkała następnie w Krakowie i podjęła studia historyczne na Uniwersytecie Jagiellońskim; ukończyła je w 1934. W 1936 uzyskała dyplom doktora filozofii. Studia łączyła z posadami nauczycielki najpierw w Publicznej Szkole Dokształcającej Zawodowej nr 21 w Krakowie (1931–1932), potem w Szkole Ekonomiczno-Handlowej w Krakowie (1932–1939). Po wybuchu II wojny światowej pracowała w Żeńskim oraz Męskim Gimnazjum Kupieckim w Krakowie, ale w maju 1940 została zwolniona z pracy jako kobieta zamężna.
Również po wojnie przez jakiś czas pracowała w zawodzie nauczycielki; w latach 1945–1951 związana była z Żeńskim Technikum Handlowym w Krakowie, a po krótkiej przerwie (związanej z opieką nad umierającym mężem) z Technikum Geologicznym w Krakowie (1953–1954). Od 1 września 1954 pracowała w Bibliotece Polskiej Akademii Nauk w Krakowie. W ciągu kilku lat wyróżniła się znajomością teorii i praktyki bibliotecznej, co przyczyniło się do rychłego awansu zawodowego. Dyrekcja Biblioteki wystąpiła do Komisji Egzaminacyjnej dla Bibliotekarzy Dyplomowanych o zwolnienie jej z egzaminu bibliotekarskiego i na podstawie decyzji tej komisji 1 listopada 1962 Leśnodorska została adiunktem bibliotecznym. Jednocześnie objęła kierownictwo Działu Opracowania Druków w Bibliotece PAN, przyczyniając się na tym stanowisku do właściwego opracowania i udostępnienia, szczególnie starszych zbiorów. W sierpniu 1968 uzyskała awans na kustosza dyplomowanego. Na emeryturę przeszła z końcem 1971, ale kontynuowała pracę w niepełnym wymiarze godzinowym aż do grudnia 1985.
Wykorzystując doświadczenie pedagogiczne, służyła pomocą kształcącym się bibliotekarzom Biblioteki PAN i innych krakowskich bibliotek naukowych. Brała udział w pracach edytorskich i naukowych Biblioteki, m.in. jako współautorka pracy zbiorowej Kraków–Mickiewiczowi, wydanej w 1956 z okazji Roku Mickiewiczowskiego. Była też współautorką publikacji ogłoszonych na łamach "Rocznika Biblioteki PAN w Krakowie": Listy o Adamie Mickiewiczu (1957) i Życie kulturalne i artystyczne Krakowa w II połowie XIX wieku (1959).
26 grudnia 1939 wyszła za mąż za Zygmunta Leśnodorskiego, syna Gustawa. Mąż był literatem, kierownikiem artystycznym w Polskim Radiu i w Państwowych Teatrach Dramatycznych. Po jego śmierci zajęła się pracami edytorskimi nad rękopisami, co zaowocowało wydaniem pamiętników Wspomnienia i zapiski (Kraków 1959) i Ludzie mojego miasta (Kraków 1962), połączonych następnie w jednym tomie Wśród ludzi mojego miasta. Wspomnienia i zapiski (Kraków 1968). Aleksandra Leśnodorska miała syna.
Zmarła 14 stycznia 1986. Została pochowana w grobowcu rodzinnym Leśnodorskich na cmentarzu Rakowickim w Krakowie 22 stycznia 1986 (kwatera XXVIIIa, rząd południowy).